# Crispijn van de Passe I

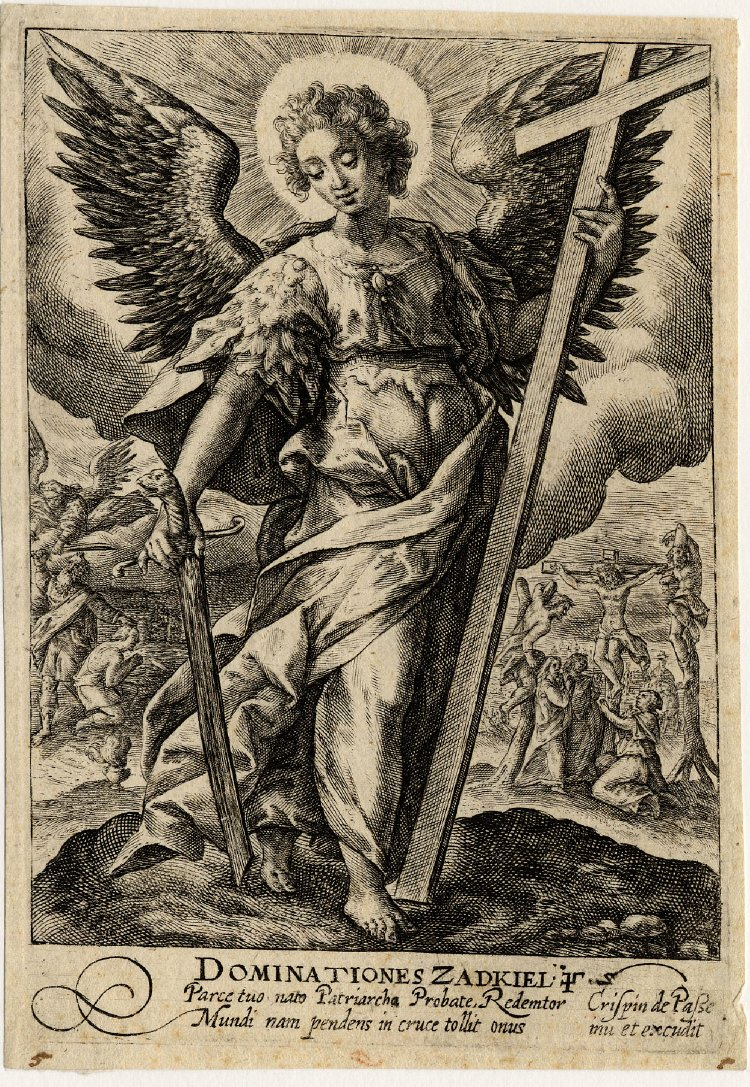
Dominaciones Zadkiel, buril de la serie Angelorum Icones formada por nueve estampas firmadas por Crispijn de Passe como inventor y editor.

Crispijn van de Passe I, conocido como el Viejo (Arnemuiden, 1564-Utrecht, 6 de marzo de 1637) fue un dibujante, grabador a buril y editor neerlandés, fundador de una dinastía de grabadores. 
Comenzó su carrera en Amberes, donde residió de 1580 a 1588 y fue admitido como maestro en la guilda de San Lucas en 1585. En contacto con Plantino trabajó en una serie de 46 ilustraciones de la Biblia a partir de dibujos de Martin de Vos. En 1588 se trasladó a Aquisgrán y a continuación a Colonia, refugio de artistas holandeses huidos de la ocupación de Amberes por los tercios españoles. Aquí comenzó su carrera como editor estableciendo una imprenta dirigida por su esposa y continuada en el siglo XVII por sus hijos, dedicada principalmente a la edición de estampas por dibujos propios y de Martin de Vos. En 1611 se trasladó a Utrecht, donde en 1613 obtuvo la ciudadanía y falleció en 1637. 
Fue autor de una copiosa producción de imágenes religiosas, mitológicas y alegóricas, así como de retratos editados tanto en la forma de estampas sueltas como agrupadas en series que eran recogidas en libros o álbumes en los que la imagen primaba sobre el texto, algunas de ellas, como la serie dedicada a los ángeles —Angelorum Icones—, muy apreciadas por pintores y escultores que hicieron uso de sus figuras en sus propias composiciones.
Fue padre y maestro de Crispijn de Passe II, llamado el Joven (Colonia, c. 1593-Ámsterdam, c. 1670), Simon (Colonia, 1594-Copenhague, 1647), Willem (Colonia, c. 1597-Londres, c. 1637), y Magdalena (Colonia, 1600-Utrecht, 1639), y abuelo del también grabador Crispijn de Passe III, hijo de Willem.